# Инарктика
«Инарктика» (бренд INARCTICA), ранее — Группа компаний «Русское море» и «Русская аквакультура», — российская компания, специализирующаяся на производстве и продаже лосося и форели. Выращивает атлантического лосося и арктическую форель в Баренцевом море, а также радужную форель в озерах Республики Карелия в общей сложности на 34 участках. Головной офис находится в Москве.

## Описание
«Инарктика» — это вертикально-интегрированная компания, которая работает в секторе аквакультуры: производство и продажа лосося и форели.
В периметре компании есть 5 смолтовых (мальковых) заводов:
- Селекционный центр аквакультуры в Калужской области
- Рыбоводный комплекс Ермолино в Калужской области
- Мулинское рыбоводное хозяйство в Нижегородской области
- Рыбоводный завод в г. Кондопога Республики Карелия
- «Няндомский рыбоводный комплекс» в Архангельской области

Компания имеет собственный завод по переработке рыбы в Мурманске мощностью до 200 тонн в день, а также цех по переработке рыбы в Республике Карелии.
У компании есть права на 34 рыбоводных участка для выращивания лосося и форели во фьордах Баренцева моря и озерах Карелии, куда «Инарктика» зарыбляет смолт, выращенный на смолтовых заводах. Потенциальный объем выращивания на участках — 50-60 тыс. тонн рыбы в год.
По данным официального блога компании, «Инарктика» также владеет собственным флотом:
- 3 живорыбных судна;
- 10 рыбоводных платформ (барж-кормораздатчиков);
- 1 судно для транспортировки рыбного корма;
- 11 катамаранов для установки оборудования и обслуживания садковых комплексов;
- 11 пассажирских судов для перевозки сотрудников на садковые комплексы.

Компания осуществляет продажи охлажденной рыбы через дистрибьюторов и напрямую ретейлерам. «Инарктика» доставляет продукцию в более чем 10 городов: за два дня — в Санкт-Петербург, на третий день — в Москву, а на пятый — в Красноярск. Самый удалённый от Мурманска город, в который компания производит отгрузки, — Владивосток.
Компания также запустила проект по переработке отходов производства и переработки рыбы в органическое удобрение под брендом «Агроморе».
В 2023 году «Инарктика» приобрела Архангельский водорослевый комбинат — это предприятие, на котором благодаря технологиям глубокой переработки водорослей компания получает фармацевтическую, косметическую и пищевую продукцию.
Численность персонала составляет более 1000 человек.
По состоянию на март 2025 года капитализация компании превышала 60 млрд рублей.
Объём продаж за 2024 год составил 25,7 тысяч тонн. Выручка за 2024 год выросла до 31,5 млрд рублей, рентабельность по EBITDA составила 40 %.

### Собственники и руководители
Основные акционеры «Инарктика»на 31.12.2024:
24,99 % — УК «Свиньин и партнёры»;
22,96% — Максим Юрьевич Воробьёв;
15,36% — ООО «ИГС Инвест»;
2,17% — Илья Геннадьевич Соснов;
7,71% — ООО «Си-Эф-Си Прямые Инвестиции».
Председатель совета директоров компании — Чернова Екатерина Анатольевна.
Генеральный директор — Лимаренко Сергей Владиславович (с июня 2025 года). Соснов Илья Геннадьевич, ранее занимавший пост генерального директора компании, — советник.

### Рейтинговые оценки
- Рейтинговое агентство АКРА в 2020 году присвоило компании рейтинговую оценку BBB+(RU) со стабильным прогнозом. В 2021 году рейтинг был повышен до A-(RU) (подтверждён в 2022), в 2023 — до A(RU), в 2024 — до A+(RU) (подтверждён в 2025 году)[24].
- Рейтинговое агентство «Эксперт РА» в 2014 году присвоило группе «Русское море» рейтинговую оценку A (III) (подтверждена в 2015), рейтинг был отозван в 2015 году. Возобновлён в 2018 на уровне ruBBB, в 2019 понижен до ruBBB-, в 2020 году вновь отозван[25].
- Рейтинговое агентство «НКР» в 2021 году присвоило компании рейтинговую оценку A-.ru со стабильным прогнозом (подтверждена в 2022), в 2023 году рейтинг был повышен до A.ru (подтверждён в 2024), в 2025 — до A+.ru[26].

## История
Группа компаний «Русское море» была основана в 1997 году как импортер сельди и скумбрии из Норвегии, первоначально 95 % принадлежало компании Corsico.
В 2007 году группа начала развивать сегмент аквакультуры: получила права на первые рыбоводные участки в озерах Карелии для выращивания форели.
В апреле 2010 года компания провела IPO на российских биржах. В его ходе было привлечено $90 млн ($65 млн получило «Русское море», $25 млн — Corsico). По итогам размещения в свободном обращении оказалось 18,9 % акций.
В августе 2011 кипрское юридическое лицо Rsea Holdings Limited, учреждённое на паритетных началах RS Group Максима Воробьева и Volga Group Геннадия Тимченко, приобрело у Corsico 57,5965 % голосующих акций компании, доля Corsico Limited в обществе сократилась до 3,7718 % голосующих акций.
В 2012 году компания запустила первую ферму по выращиванию атлантического лосося в акватории Баренцева моря в Мурманской области.
В 2013 году компания продала подразделение готовой продукции под брендом «Русское Море».
В марте 2014 года Геннадий Тимченко продал свою долю в Rsea Holdings своему зятю Глебу Франку.
В 2015 году ОАО «Группа компаний „Русское море“» изменило название на ПАО «Русская аквакультура».
В 2015 году на рыбоводные фермы в Баренцевом море напала лососевая вошь. Распространение болезни прекратили в 2016 году.
В августе 2016 года Глеб Франк вышел из состава акционеров компании.
В 2016 году ПАО «Русская аквакультура» продало входившую в группу «Русскую рыбную компанию» группе инвесторов. После сделки у «Русской аквакультуры» остался бизнес по выращиванию атлантического лосося и форели.
В июле и октябре 2017 года компания приобрела два смолтовых завода в Норвегии — Villa Smolt AS и Olden Oppdrettsanlegg AS.
В конце 2017 года ПАО «Русская аквакультура» провело SPO, по итогам которого привлекло чуть больше 1 млрд рублей.
В ноябре 2018 года компания приобрела 40 % в рыбоперерабатывающем заводе в г. Мурманске, принадлежащем ООО «Мурманрыбпром» и ООО «Три Ручья» .
К 2019 году компания восстановила бизнес, пострадавший после нападения лососевой вши.
В 2020 году компания запустила собственный бренд охлажденной красной рыбы Inarctica.  Компания подписала прямые контракты с крупнейшими российскими торговыми сетями и поставляет продукцию в Центральную Россию, Южный (Краснодар, Ростов-на-Дону), Уральский федеральный округ (Екатеринбург, Тюмень, Пермь), в Сибири (Новосибирск, Красноярск, Омск) и Дальний Восток.
В конце 2020 года компания вошла в топ-10 рейтинга наиболее эффективных компаний-инвесторов в России по версии кредитно-рейтингового агентства НКР.
В марте 2021 года компания разместила биржевые облигации на 3 млрд рублей со сроком обращения бумаг 3 года.
В мае 2021 года компания докупила 60 % в компаниях ООО «Мурманрыбппром» и ООО «Три Ручья», доведя долю владения в перерабатывающем заводе до 100 %.
В 2022 году компания провела ребрендинг и сменила название на «Инарктика».
После 2022 года Компания приобрела смолтовые заводы на территории России — два в Калужской, по одному в Нижегородской и Архангельской областях (долю в 59,95%). Компания также начала строительство смолтового завода в Республике Карелии, в городе Кондопога.
Компания также начала строительство собственного кормового завода в Великом Новгороде.
В начале 2023 года компания продала норвежские мальковые заводы.
В 2023 году «Инарктика» приобрела Архангельский водорослевый комбинат, на котором получает фармацевтическую, косметическую и пищевую продукцию.
В ноябре 2023 года «Инарктика» провела SPO, по итогам которого привлекла 3 млрд рублей.
В феврале 2024 года компания разместила биржевые облигации объемом 3 млрд рублей со сроком погашения — 3 года.  В апреле 2025 года «Инарктика» разместила две серии биржевых облигаций совокупным объемом 4 млрд рублей со сроком погашения — 3 года.

## Критика
В 2013 году СМИ писали, что компания «Русское море» поставляла рыбу Министерству обороны для снабжения российской армии. В статьях упоминалось, что компания поставляла военным треску, минтай, пикшу и другие сорта дешевой рыбы через компании-аутсорсеры. Как отмечает Forbes, это произошло вскоре после назначения Сергея Шойгу министром обороны, притом что Шойгу был «давним соратником» Юрия Воробьёва, отца совладельца «Русского моря» Максима Воробьёва. По оценкам издания, выручка от этих поставок за 2014 году составила 2 миллиарда рублей.
После объявления в 2014 году контрсанкций, которые в том числе ограничивали ввоз рыбы из Норвегии, компания «Русское море» резко повысила цены на продукцию. По заявлению издания FlashNord, «Русское море» повысила отпускную цену на лосось вдвое. В самой компании это опровергли, но подтвердили, что стоимость лосося действительно вырастет.
Федеральная антимонопольная служба России обязала компанию в течение месяца обосновать повышение цен на рыбную продукцию, предупредив о недопустимости нарушения антимонопольного законодательства. В 2015 году «Группа компаний «Русское море» снизила цены на 5-19%.
Как отмечает Slon.ru, после объявления санкций акции компании выросли на 40 % по сравнению с предыдущим днём.